# Konstantin Angelos Komnenos Dukas Palaiologos

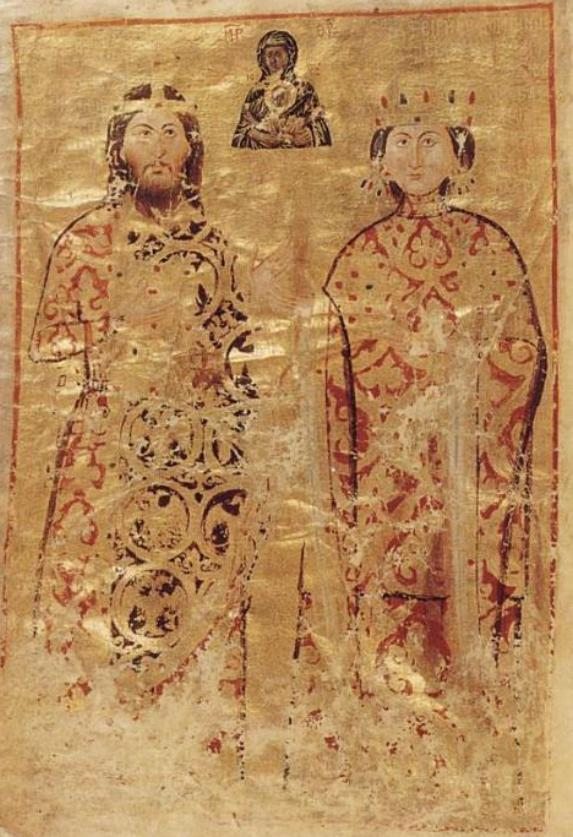
Miniatur des Sebastokrators Konstantin Palaiologos und seiner Frau Irene im Lincoln College Typikon, um 1350

Konstantin Angelos Komnenos Dukas Palaiologos (mittelgriechisch Κωνσταντίνος Ἄγγελος Κομνηνός Δούκας Παλαιολόγος; * um 1230; † 1271) war ein byzantinischer General und jüngerer Halbbruder von Kaiser Michael VIII.

## Leben
Konstantin Palaiologos stammte aus dem Adelsgeschlecht der Palaiologen, die seit dem späten 11. Jahrhundert zur Spitze der byzantinischen Militäraristokratie zählten und früh mit den kaiserlichen Dynastien der Dukai und Komnenen verschwägert waren. Seine Eltern waren der Megas Domestikos Andronikos Palaiologos und dessen namentlich nicht bekannte zweite Frau.
Über Konstantins Kindheit und Jugend ist nichts bekannt. In den byzantinischen Quellen erscheint er erst 1258 im Zusammenhang mit dem Staatsstreich seines Halbbruders Michael Palaiologos gegen Georg Muzalon, den Regenten für den minderjährigen Johannes IV. Laskaris. Nach Muzalons Ermordung am 25. August 1258 gab Michael Palaiologos den jungen Kaiser in die Obhut Konstantins und seines Bruders Johannes Dukas Palaiologos. Anlässlich seiner Krönung zum Mitkaiser zu Jahresbeginn 1259 erhob Michael VIII. seinen Halbbruder zum Kaisar und übertrug ihm den Oberbefehl über die nikäischen Truppen in Paphlagonien. Im folgenden Jahr avancierte Konstantin nach einem erfolgreichen, von seinem Halbbruder Johannes geführten Feldzug gegen das Despotat Epirus und das Fürstentum Achaia zum Sebastokrator.
Im Jahr 1263 unternahm Konstantin Palaiologos zusammen mit dem Parakoimomenos Johannes Makrenos, dem Megas Domestikos Alexios Philes und dem Flottenkommandanten Alexios Strategopulos eine Strafexpedition nach Morea gegen den kurz zuvor aus der Gefangenschaft entlassenen Wilhelm II. von Villehardouin, der Mistra und Lakonien für das Fürstentum Achaia zurückerobern wollte. Die Byzantiner wurden bei Prinitza in Elis schwer geschlagen, worauf Konstantin Palaiologos nach Mistra fliehen musste. Bei der Belagerung von Nikli wurde er von seinen türkischen Verbündeten Melik und Salik im Stich gelassen; er brach die Belagerung ab und kehrte nach Konstantinopel zurück. Makrenos und Philes erlitten im Frühjahr 1264 eine zweite vernichtende Niederlage gegen die Lateiner bei Makryplagi.
Zu seinem Lebensende wurde Konstantin Palaiologos Mönch und nahm den Namen Kallinikos an. Er starb um 1271.

## Familie
Konstantin Palaiologos heiratete um 1259/1260 Irene Komnene Laskarina Branaina. Sie hatten folgende Kinder:
1. Michael Komnenos Branas Palaiologos
2. Andronikos Branas Dukas Angelos Palaiologos
3. Maria Komnene Branaina Laskarina Dukaina Tornikina Palaiologina
4. Theodora Palaiologina Synadene
5. Smilzena Palaiologina ⚭ Smilez, Zar von Bulgarien